# Ludwika Maria Poniatowska
Ludwika Maria Poniatowska   (30 de novembre de 1728 - Viena, 2 d'octubre de 1804) fou una noble dona polonesa, coneguda com la germana del rei de Polònia, Estanislau August Poniatowski.

## La vida
Era filla de Stanisław Poniatowski i Konstancja Czartoryska. El 1745, es va casar amb Jonas Jokūbas Zamoiskis, amb qui va tenir una filla única. La parella es va separar després del naixement de la seva filla el 1750.
El 1763, el seu germà va ser elegit rei de Polònia. Ella i la seva germana Izabella Poniatowska es van oposar al matrimoni suggerit del seu germà amb la princesa Sophia Albertina de Suècia.
A la primavera de 1791, ella i la seva filla van visitar París durant un període difícil a Polònia, que va atraure una mala publicitat.
El 7 de gener de 1795, ella, la seva filla i la seva família es van unir al rei Estanislau a Grodno i van romandre al seu costat durant la Tercera partició de Polònia. Segons el suposat, ella i la seva filla, juntament amb la seva cotilleria i instada pel rus N. Repnin, van contribuir a persuadir el rei perquè signés la seva abdicació el 25 de novembre, ja que temien que la seva denegació portés a una desamortització russa dels seus béns i la seva la ruïna.
El 9 de setembre de 1801, ella i la seva filla van fer donació del "palau de Kazanowski" com a residència del futur Lluís XVIII de França. Va passar els darrers anys a Viena.